# Cuphea sucumbiensis
Cuphea sucumbiensis är en fackelblomsväxtart som beskrevs av Alicia Lourteig. Cuphea sucumbiensis ingår i släktet blossblommor, och familjen fackelblomsväxter. Inga underarter finns listade i Catalogue of Life.